# Waikato (fleuve)
Pour les articles homonymes, voir Waikato.
Le Waikato (en anglais : Waikato River) est le plus long fleuve de Nouvelle-Zélande dans la région de Waikato dans l'île du Nord, et a son embouchure en Mer de Tasman dans l'océan Pacifique.

## Géographie
Dans l'île du Nord, il s'étend sur une distance de 425 km à partir du versant est du mont Ruapehu ; il est ensuite rejoint par le Tongariro et se jette dans le lac Taupo (le plus grand lac de Nouvelle-Zélande). Il quitte le lac Taupo à sa limite nord-est en créant les chutes Huka, puis coule du nord-ouest à travers les plaines du Waikato. Il se jette dans la mer de Tasman au sud d'Auckland, à Port Waikato. Ce fleuve donne son nom à la région de Waikato, qui entoure les plaines du Waikato.

### Bassin versant
Son bassin versant est de 14 456 km2.

## Hydrologie
Son module est de 340 m3/s.

## Étymologie
Ce nom est composé des mots maoris wai « eau » et kato « couler », soit simplement « l'eau courante ». Il représente en fait l'abréviation d'une appellation plus longue, Waikato-taniwha-rau, littéralement « l'eau courante aux cent monstres aquatiques ». Le terme taniwha, qui désigne habituellement une créature fabuleuse supposée résider dans l'eau profonde, est considéré ici comme un nom symbolique évoquant un chef (de guerre). L'appellation complète ferait dans ce cas référence au fait que de nombreux chefs de guerre se seraient installés le long de ce cours d'eau.
Selon une autre explication, le nom de Waikato serait à interpréter non pas par « eau courante », mais par « ruissellement d'eau », « amas d'eau », et ferait allusion à la formation du lac Taupo que traverse le fleuve.
D'autres exégèses du nom existent encore, mais de nature nettement plus légendaire.